# Бакланов, Андрей Глебович
Андре́й Гле́бович Бакла́нов (род. 18 октября 1947) — советский и российский дипломат, арабист, государственный деятель.

## Биография
Сын генерала Глеба Владимировича Бакланова. Окончил Московский государственный институт международных отношений (МГИМО) МИД СССР (1969). Кандидат исторических наук (1973). На дипломатической работе с 1969 года.
- В 1969—1972 годах — переводчик, атташе Посольства СССР в Египте.
- В 1973—1985 годах — и. о. заведующего научной частью МГИМО, заместитель декана — руководитель Восточного отделения, и. о. декана факультета Международных отношений МГИМО, заведующий сектором Дипломатической академии МИД СССР.
- В 1976—1977 и 1983—1984 годах — на стажировке в Посольстве СССР в Великобритании.
- В 1986—2000 годах — первый секретарь Посольства СССР в Танзании, советник, начальник отдела Управления Ближнего Востока и Северной Африки МИД СССР/России, советник-посланник Посольства России в Египте, заместитель директора Департамента Ближнего Востока и Северной Африки, заместитель директора Департамента Африки МИД России.
- С 17 октября 2000 по 22 сентября 2005 года — чрезвычайный и полномочный посол Российской Федерации в Саудовской Аравии[2][3].
- В 2007—2009 годах — заместитель начальника Управления международных связей Совета Федерации.
- В 2009—2012 годах — начальник Управления международных связей Совета Федерации.
- С 2012 года — советник заместителя председателя Совета Федерации.

## Дипломатический ранг и классный чин
- Чрезвычайный и полномочный посланник 2 класса (28 января 1993)[4].
- Чрезвычайный и полномочный посланник 1 класса (2 апреля 2003)[5].
- Действительный государственный советник Российской Федерации 3 класса (6 мая 2008)[6].
- Действительный государственный советник Российской Федерации 2 класса (29 марта 2010)[7].
- Действительный государственный советник Российской Федерации 1 класса (21 мая 2012)[8].

## Награды и почётные звания
- Медаль ордена «За заслуги перед Отечеством» II степени (18 февраля 2002) — За многолетнюю плодотворную работу и активное участие в проведении внешнеполитического курса Российской Федерации[9].
- Почётный работник Министерства иностранных дел Российской Федерации.

## Семья
Женат, имеет троих детей.